# Skagerak I
Skagerak I var ett svenskt forskningsfartyg som ägdes och beställdes av Svenska Hydrografisk-Biologiska Kommissionen. Fartyget beställdes 30 september 1903 och byggdes på Eriksbergs Mekaniska Verkstad för summan av 110 000 kronor. Beställningskontraktet finns bevarat på R/V Skagerak III.
Tidigare hade kommissionen använt sig av kanonbåten HMS Svensksund, men den var inte lämpad för vetenskapliga undersökningar och ersattes av Skagerak som var specialbyggd för ändamålet. 
Skagerak I ersattes av Skagerak II 1935 och övergick då i Tullverkets ägo under namnet Poseidon. 

## Bildgalleri

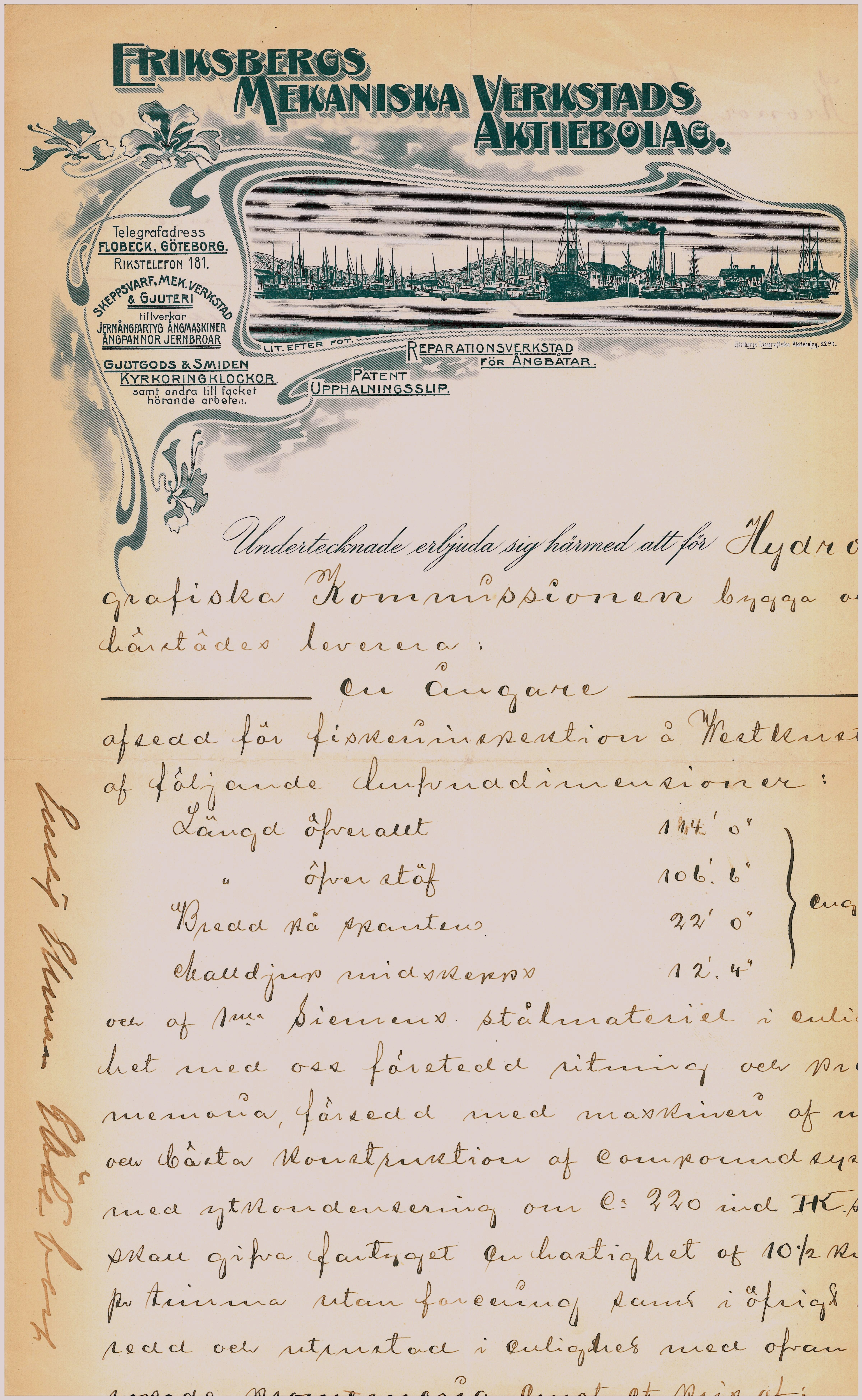
Beställningskontraktet
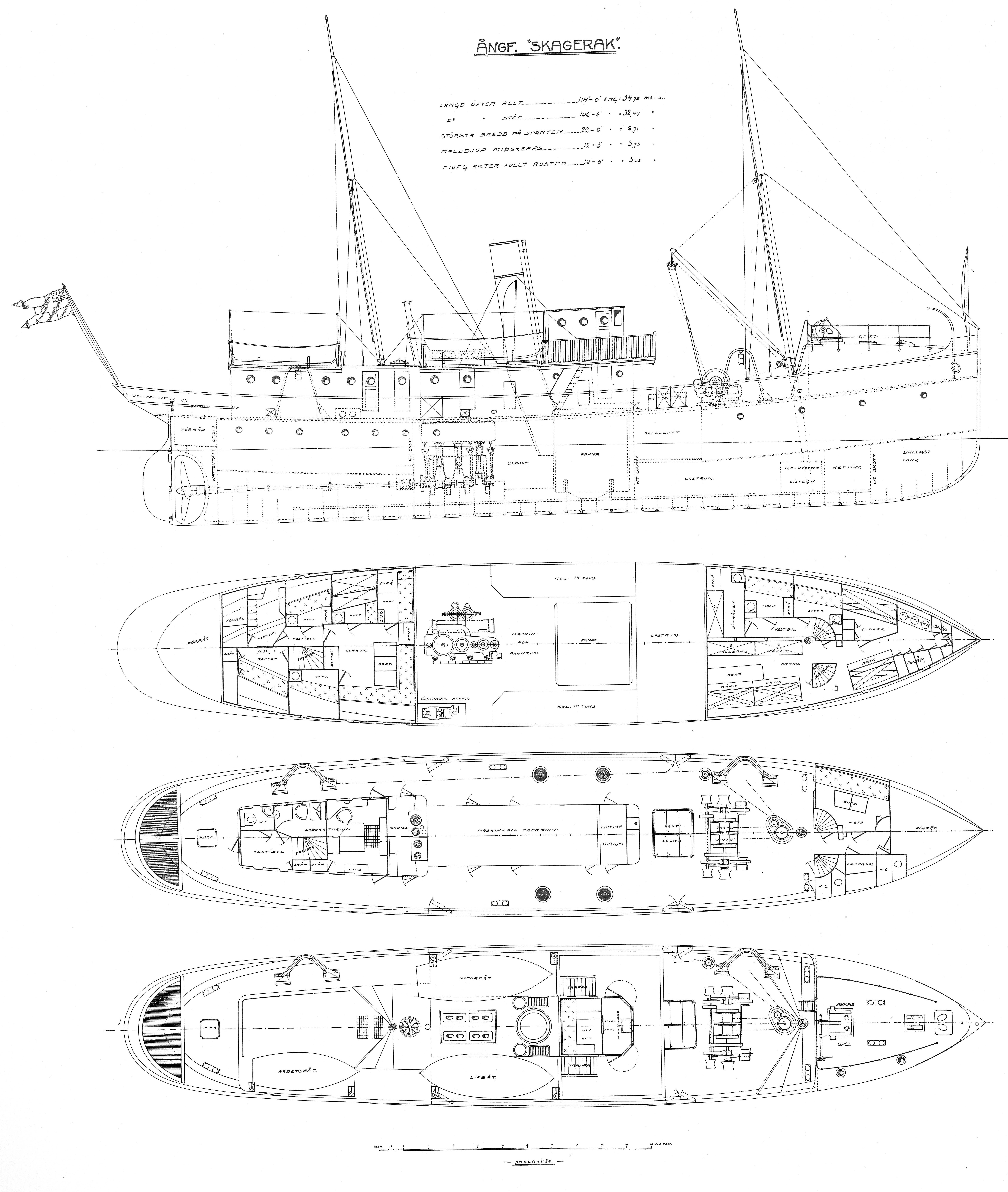
Ritningar
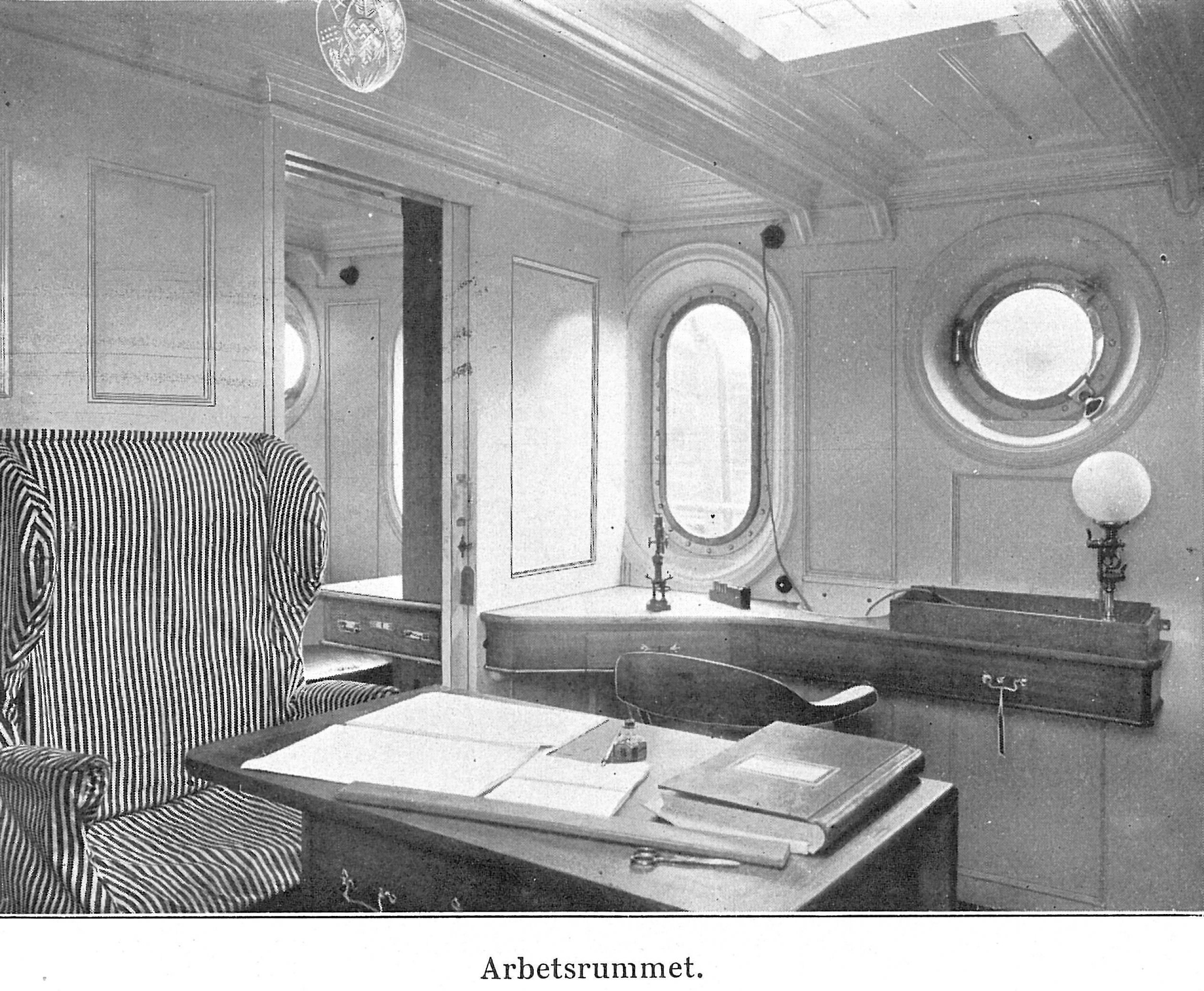
Arbetsrummet
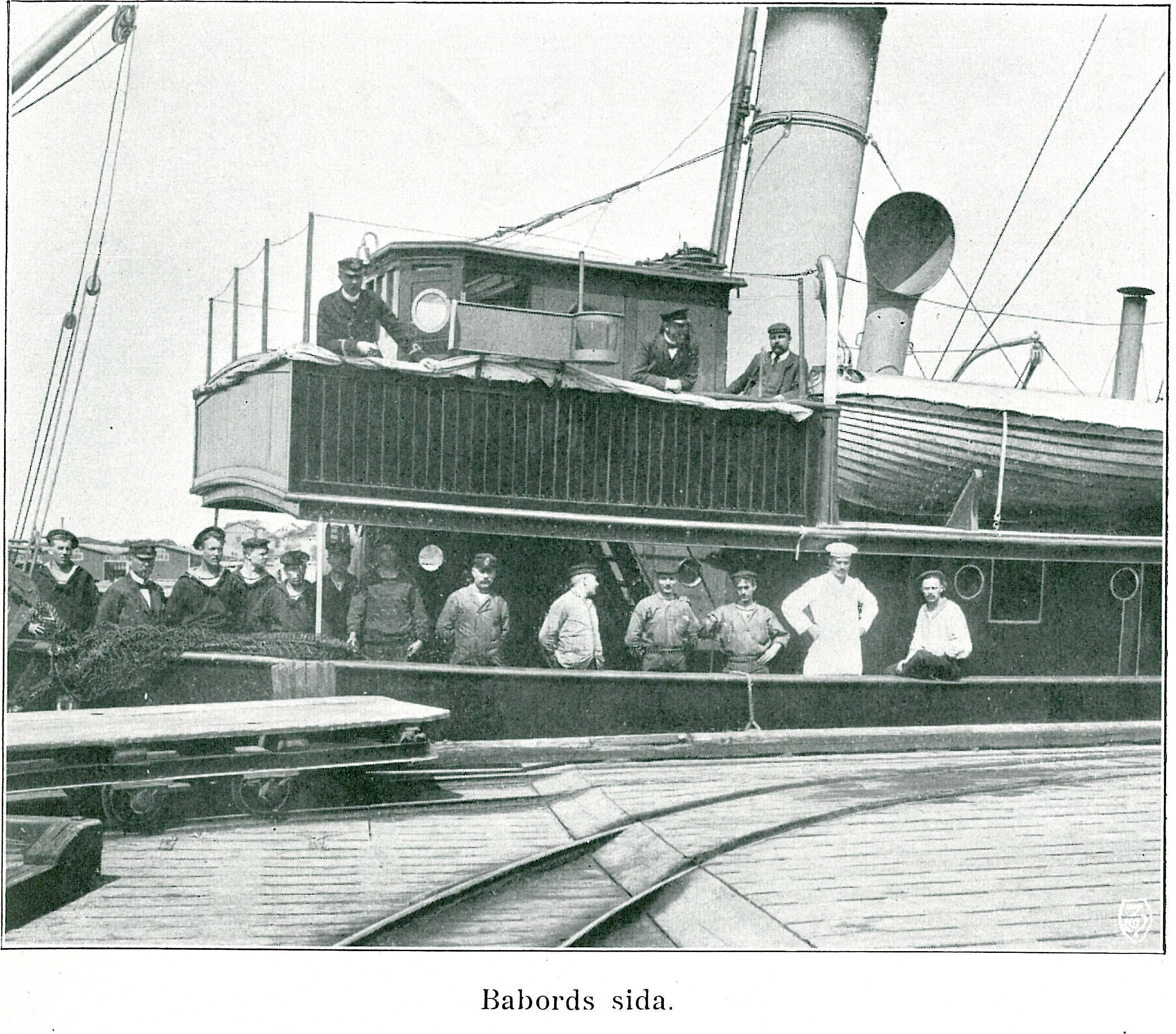
Besättningen